# 고영인
고영인(高永寅, 1963년 7월 7일~)은 대한민국의 정치인으로, 경기도 경제부지사이다.

## 생애
본적은 충청남도 예산군 제7·8대 경기도의회 민주당 대표를 역임했으며, 대표의원 시절 초중교 무상급식을 주도적으로 실현하였다. 경기도 안산시 단원구 갑에서 민주당 출신으로 제20대 총선에 더불어민주당 후보로 출마하였으나 본선에서는 현역 국회의원인 새누리당 소속 김명연 후보에 밀려 낙선했다. 더불어민주당 소속으로 (전) 경기도 안산시 단원구 갑 지역위원장, 신안산대 초빙교수, 행정안전부 정책자문위원을 역임하였다. 제21대 총선에서 경기 안산시 단원구 갑 지역구 국회의원에 당선되었다. 현재 제4대 경기도 경제부지사이다.

## 경력
- 전) 스쿨폴리스 부사장
- 전) (사)나눔과 연대 이사
- 전) (주)모두의집 이사장
- 전) (주)와동 나눔과기쁨 공동대표
- 안산 충청향우회 자문부회장
- 안산 충청향우회 고문
- 선부중학교 운영위원
- 화정고등학교 운영위원장
- 고려대학교 정책대학원 총동창회 상임부회장
- 천정배 국회의원 정책특보
- 천정배 국회의원 지역보좌관
- 2008.04~2008.06: 통합민주당 비상대책위원회 정치혁신위원 간사
- 2008년 6월 4일: 2008년 상반기 재보궐선거 당선(민선 4기, 경기 안산시 제6선거구, 통합민주당, 초선)
  - 제5대 경기도의회 후반기 기획재정위원회 간사
- 2008.06~2010.06: 제7대 경기도의회 의원(민선 4기, 경기 안산시 제6선거구, 통합민주당→민주당, 초선)
- 2010년 6월 2일: 제5회 전국동시지방선거 당선(민선 5기, 경기 안산시 제6선거구, 민주당, 재선)
- 2010.07~2012.01: 제8대 경기도의회 의원(민선 5기, 경기 안산시 제6선거구, 민주당→민주통합당, 재선)
- 2010.07~2012.01: 제8대 경기도의회 민주당→민주통합당 대표의원
- 2010.07~2012.01: 민주당→민주통합당 경기도당 대변인
- 전국 시·도의회 운영위원장 협의회장
- 신안산대학교 산업경영과 초빙교수
- 2012.01~2012.02: 제19대 국회의원 선거 경기 안산시 단원구 갑 민주통합당 국회의원 예비후보
- 2014.04: 새정치민주연합 안산지역 세월호 대책본부 상황실장
- 2014.11~2015.12: 새정치민주연합 경기도당 안산시 단원구 갑 지역위원회 위원장
- 2015.06~2016.01: 새정치민주연합→더불어민주당 다문화위원회 부위원장
- 2015.06~2016.01: 새정치민주연합→더불어민주당 새터민위원회 부위원장
- 2015.12~2024.05: 더불어민주당 경기도당 안산시 단원구 갑 지역위원회 위원장
- 2016.03~2016.04: 제20대 국회의원 선거 경기도당 정책기획단 단장
- 2017.09~2019.12: 행정안전부 정책자문위원
- 2019.01~2020.08: 더불어민주당 경기도당 다문화위원장
- 2019.12~2022.05: 행정안전부 정책자문위원회 지방자치분권 분과위원
- 2020년 4월 15일: 대한민국 제21대 국회의원 선거 당선(경기 안산시 단원구 갑, 더불어민주당, 초선)
- 2020.08~2022.08: 더불어민주당 경기도당 부위원장
- 2020.09~2022.09: 더불어민주당 다문화위원회 위원장
- 2021.02: 더불어민주당 국민생활기준2030 특별위원회 간사
- 2021.03: 더불어민주당 사회적 참사TF(세월호TF)간사
- 2021.05~2022.10: 더불어민주당 정책위원회 상임부의장
- 2023.05~2023.09: 더불어민주당 원내부대표
- 2023.11~2024.05: 더불어민주당 정책위원회 제6정책조정위원장
- 2023.12~2024.03: 제22대 국회의원 선거 경기 안산시 을·안산시 병 더불어민주당 국회의원 예비후보
- 2024.11~2025.04: 제4대 경기도 경제부지사
- 2025.04~2025.06: 제21대 대통령 선거 더불어민주당 김동연 대통령 경선 후보 유쾌한 캠프 총괄선거대책본부장
- 2025.06~: 제5대 경기도 경제부지사

### 의정 활동
- 2020.05~2024.05: 제21대 국회의원(경기 안산시 단원구 갑, 더불어민주당, 초선)
  - 2020.06~2022.05: 제21대 국회 전반기 보건복지위원회 위원
  - 2020.07~2024.05: 모빌리티 포럼 구성의원
  - 2022.07~2023.06: 제21대 국회 후반기 보건복지위원회 위원
  - 2022.07~2023.01: 제21대 국회 후반기 예산결산특별위원회 위원
  - 2023.05~2023.10: 제21대 국회 후반기 국회운영위원회 위원
  - 2023.06~2024.05: 제21대 국회 후반기 보건복지위원회 간사

## 전과
- 폭력행위등처벌에관한법률위반, 집회및시위에관한법률위반: 징역 1년 6월 - 1986년 2월 21일 선고[2]

## 학력
- 서울강남국민학교 졸업
- 서울중앙대학 부속중학교 졸업
- 서울중앙대학 부속고등학교 졸업
- 고려대학교 공과대학 건축공학과 학사
- 고려대학교 정책대학원 경제학 석사

## 역대 선거 결과
|  | 58.51% |

|  | 63.65% |

|  | 36.18% |

|  | 55.74% |

## 소속 정당
| 소속 정당 | 소속 정당      | 소속 기간 | 비고      |
| --------- | -------------- | --------- | --------- |
|           | 새정치국민회의 | 1996~2000 | 정계 입문 |
|           | 새천년민주당   | 2000~2003 | 합당      |
|           | 무소속         | 2003      | 탈당      |
|           | 열린우리당     | 2003~2007 | 창당      |
|           | 대통합민주신당 | 2007~2008 | 합당      |
|           | 통합민주당     | 2008      | 합당      |
|           | 민주당         | 2008~2011 | 당명 변경 |
|           | 민주통합당     | 2011~2013 | 합당      |
|           | 민주당         | 2013~2014 | 당명 변경 |
|           | 새정치민주연합 | 2014~2015 | 합당      |
|           | 더불어민주당   | 2015~2024 | 당명 변경 |
|           | 무소속         | 2024~2025 | 탈당      |
|           | 더불어민주당   | 2025      | 복당      |
|           | 무소속         | 2025~현재 | 탈당      |

## 같이 보기
- 안산시 단원구 갑
- 안산시 단원구의 국회의원
- 경기도 부지사